# デレク・スティングリー・ジュニア
デレク・ スティングリー・ジュニア（Derek Stingley Jr., 2001年6月20日 - ）は、アメリカ合衆国ルイジアナ州バトンルージュ出身のプロアメリカンフットボール選手。NFLのヒューストン・テキサンズに所属している。ポジションはコーナーバック。

## 経歴

### ハイスクール
高校通算で27のインターセプトを記録し、4年目のシーズンにはルイジアナ州のゲータレード年間最優秀選手賞を受賞した。
ESPNなどの主要サイトから5つ星評価を受け、ルイジアナ州立大学（LSU）へ進学した。

### カレッジ
1年目の2019年シーズンから先発を務め、SEC最多となる6つの、21のパスディフレクションを記録した。これらの活躍によりオールSEcファーストチーム、コンセンサスオールアメリカンに選出され、チームはCFPナショナルチャンピオンシップで優勝した。
2020年シーズンは怪我と病気により7試合の出場に留まったが、2年連続でオールSECファーストチームに選出された。
2021年シーズンは怪我によりわずか3試合の出場に留まった。シーズン終了後、2022年のNFLドラフトにアーリーエントリーした。

#### 個人成績
| シーズン | 試合 | タックル | タックル  | タックル | タックル      | タックル | インターセプト | インターセプト | インターセプト | インターセプト | インターセプト | ファンブル | ファンブル | ファンブル |
| シーズン | 試合 | ソロ     | アシ スト | 合計     | ロス タックル | サック   | Int            | ヤード         | 平均           | TD             | PD             | FR         | FF         | TD         |
| -------- | ---- | -------- | --------- | -------- | ------------- | -------- | -------------- | -------------- | -------------- | -------------- | -------------- | ---------- | ---------- | ---------- |
| 2019     | 15   | 31       | 7         | 38       | 1             | 0.0      | 6              | 17             | 3.5            | 0              | 21             | 1          | 0          | 0          |
| 2020     | 7    | 19       | 8         | 27       | 2.5           | 0.0      | 0              | 0              | 0.0            | 0              | 5              | 1          | 1          | 0          |
| 2021     | 3    | 6        | 2         | 8        | 3.5           | 0.0      | 0              | 0              | 0.0            | 0              | 0              | 0          | 1          | 0          |
| 通算     | 25   | 56       | 17        | 73       | 7             | 0.0      | 6              | 17             | 3.5            | 0              | 26             | 2          | 2          | 0          |

### ヒューストン・テキサンズ
| 6 ft 0+1⁄4 in (184 cm)              | 190 lb (86 kg) | 30+5⁄8 in (78 cm) | 9+5⁄8 in (24 cm) | 4.44 s | 1.56 s | 2.51 s | 4.19 s | 7.00 s | 38.5 in (98 cm) | 10 ft 2 in (3.10 m) |
| All values from NFL Combine/Pro Day |                |                   |                  |        |        |        |        |        |                 |                     |

2022年のNFLドラフトにて全体3位でヒューストン・テキサンズから指名された。コーナーバックとしては1997年のショーン・スプリングスに並ぶ歴代最高順位での指名となった。その後、2022年5月13日に4年総額3460万ドルのルーキー契約を結んだ。
2022年シーズン開幕から先発を務め、第5週のジャクソンビル・ジャガーズ戦でトレバー・ローレンスからキャリア初となるインターセプトを記録した。2022年12月17日にハムストリングの手術を受け、第10週以降の試合を全休した。このシーズンは43タックル、1サック、1つのインターセプト、5つのパスディフレクションを記録した。
2023年シーズンも開幕から先発を務めたが、2023年9月23日に前年と同じくハムストリングを痛め離脱した。その後、第11週から復帰。第13週のデンバー・ブロンコス戦では2つのインターセプト、4つのパスディフレクションを記録して勝利に貢献し、AFCの週間最優秀守備選手に選出された。このシーズンは39タックル、5インターセプト、13パスディフレクションを記録した。
2024年シーズンは全試合に先発出場し、54タックル、5インターセプト、18パスディフレクションを記録。自身初のプロボウルやオールプロファーストチームに選出された。2025年3月18日にコーナーバックとしてはこれまでの史上最高年俸となる3年9,000万ドルの契約延長に合意したと報じられ、翌19日に正式に発表された。

## 人物
父のデレク・スティングリー・シニア、祖父のダリル・スティングリーも元NFL選手。

## 詳細情報

### 年度別成績

#### レギュラーシーズン
| シーズン | チーム | 試合 | 試合 | タックル | タックル | タックル  | タックル | タックル    | インターセプト | インターセプト   | インターセプト | インターセプト | インターセプト | インターセプト | ファンブル | ファンブル |
| シーズン | チーム | 試合 | 先発 | 合計     | ソロ     | アシ スト | サック   | セイフ ティ | PD             | イン ター セプト | ヤード         | 平均           | 最長           | TD             | FF         | FR         |
| -------- | ------ | ---- | ---- | -------- | -------- | --------- | -------- | ----------- | -------------- | ---------------- | -------------- | -------------- | -------------- | -------------- | ---------- | ---------- |
| 2022     | HOU    | 9    | 9    | 43       | 35       | 8         | 1.0      | 0           | 5              | 1                | 3              | 3.0            | 3              | 0              | 0          | 0          |
| 2023     | HOU    | 11   | 11   | 39       | 28       | 11        | 0.0      | 0           | 13             | 5                | 17             | 3.4            | 14             | 0              | 0          | 0          |
| 2024     | HOU    | 17   | 17   | 54       | 37       | 17        | 0.0      | 0           | 18             | 5                | 48             | 9.6            | 31             | 0              | 0          | 0          |
| 通算     | 通算   | 20   | 20   | 82       | 63       | 19        | 1.0      | 0           | 18             | 6                | 20             | 3.3            | 14             | 0              | 0          | 0          |

- 2024年度シーズン終了時
- 太字は自身最高記録